# Things of Beauty
Things of Beauty es la publicación estadounidense del primero de los dos álbumes de Loituma.

## Lista de canciones
1. "Eriskummainen kantele / The peculiar kantele" – 3:42
2. "Kultaansa ikävöivä / Missing my beloved" – 4:24
3. "Viimesen kerran / The very last time" – 3:10
4. "Minuet and Polska" – 7:45
5. "Kun mun kultani tulisi / If only my lover came" – 5:10
6. "Valamon kirkonkellot / Valamo cloister bells" – 5:34
7. "Ai, ai taas sattuu / Oh, oh, it hurts again" – 3:43
8. "Suo / Marshland" – 6:49
9. "Kolme kaunista / Three things of beauty" – 4:18
10. "Ievan Polkka / Ieva's polka" – 2:44

- Nota: Estas no son traducciones exactas

- Datos: Q2714619